# IndyCar Series 2007
Die IndyCar Series 2007 war die zwölfte Saison der IndyCar Series und die 86. Meisterschaftssaison im US-amerikanischen Formelsport. Sie begann am 24. März in Homestead und endete nach 17 Rennen in Joliet. Den Titel sicherte sich Dario Franchitti.

## Teams und Fahrer

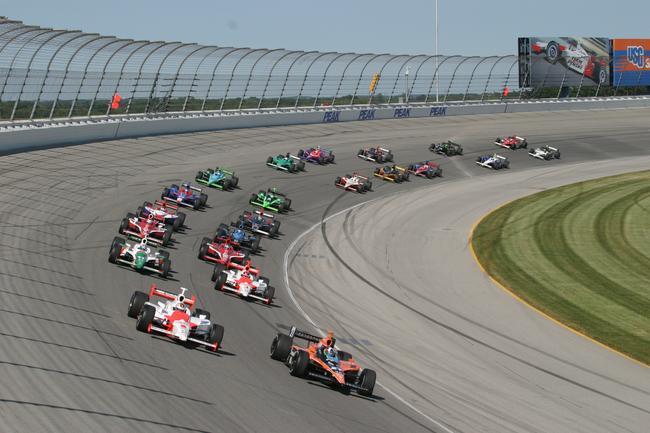
Das Feld vor dem Start des letzten Rennens auf dem Chicagoland Speedway

In dieser Saison fuhren alle Fahrer mit einem Dallara Honda und Einheitsreifen von Firestone.
| Team                     | Nr. | Fahrer             |
| ------------------------ | --- | ------------------ |
| Vision Racing            | 2   | Tomas Scheckter    |
| Vision Racing            | 20  | Ed Carpenter       |
| Vision Racing            | 22  | A. J. Foyt IV      |
| Penske Racing            | 3   | Hélio Castroneves  |
| Penske Racing            | 6   | Sam Hornish junior |
| Panther Racing           | 4   | Vitor Meira        |
| Panther Racing           | 55  | Kosuke Matsuura    |
| Dreyer & Reinbold Racing | 5   | Sarah Fisher       |
| Dreyer & Reinbold Racing | 15  | Buddy Rice         |
| Andretti Green Racing    | 7   | Danica Patrick     |
| Andretti Green Racing    | 11  | Tony Kanaan        |
| Andretti Green Racing    | 26  | Marco Andretti     |
| Andretti Green Racing    | 27  | Dario Franchitti   |
| Rahal Letterman Racing   | 8   | Scott Sharp        |
| Rahal Letterman Racing   | 17  | Jeff Simmons       |
| Rahal Letterman Racing   | 17  | Ryan Hunter-Reay   |
| Chip Ganassi Racing      | 9   | Scott Dixon        |
| Chip Ganassi Racing      | 10  | Dan Wheldon        |
| A. J. Foyt Racing        | 14  | Darren Manning     |
| Roth Racing              | 25  | Marty Roth         |
| Beck Motorsports         | 98  | Alex Barron        |
| Racing Professionals     | 19  | Jon Herb           |
| SAMAX Motorsport         | 23  | Milka Duno         |

## Rennergebnisse
| Nr. | Datum        | Veranstaltung (Strecke)                                  | Distanz (Meilen) | Platz 1            | Platz 2            | Platz 3            | Pole-Position     | Schnellste Runde  |
| --- | ------------ | -------------------------------------------------------- | ---------------- | ------------------ | ------------------ | ------------------ | ----------------- | ----------------- |
| 1   | 24. März     | XM Satellite Radio Indy 300 (Homestead) (O)              | 297              | Dan Wheldon        | Scott Dixon        | Sam Hornish junior | Dan Wheldon       | Dan Wheldon       |
| 2   | 1. April     | Honda Grand Prix of St. Petersburg (St. Petersburg) (T)  | 180              | Hélio Castroneves  | Scott Dixon        | Tony Kanaan        | Hélio Castroneves | Marco Andretti    |
| 3   | 21. April    | Indy Japan 300 (Motegi) (O)                              | 304              | Tony Kanaan        | Dan Wheldon        | Dario Franchitti   | Hélio Castroneves | Hélio Castroneves |
| 4   | 29. April    | Kansas Lottery Indy 300 (Kansas City) (O)                | 304              | Dan Wheldon        | Dario Franchitti   | Hélio Castroneves  | Tony Kanaan       | Dan Wheldon       |
| 5   | 27. Mai      | Indianapolis 500-Mile Race (Indianapolis) (O)            | 415              | Dario Franchitti   | Scott Dixon        | Hélio Castroneves  | Hélio Castroneves | Tony Kanaan       |
| 6   | 3. Juni      | ABC Supply A. J. Foyt 225 (Milwaukee) (O)                | 228,375          | Tony Kanaan        | Dario Franchitti   | Dan Wheldon        | Hélio Castroneves | Dan Wheldon       |
| 7   | 9. Juni      | Bombardier Learjet 550 (Fort Worth) (O)                  | 331,74           | Sam Hornish junior | Tony Kanaan        | Danica Patrick     | Scott Sharp       | Marco Andretti    |
| 8   | 24. Juni     | Iowa Corn Indy 250 (Newton) (O)                          | 223,5            | Dario Franchitti   | Marco Andretti     | Scott Sharp        | Scott Dixon       | Hélio Castroneves |
| 9   | 30. Juni     | SunTrust Indy Challenge (Richmond) (O)                   | 187,5            | Dario Franchitti   | Scott Dixon        | Dan Wheldon        | Dario Franchitti  | Dan Wheldon       |
| 10  | 8. Juli      | Camping World Watkins Glen Grand Prix (Watkins Glen) (P) | 202,2            | Scott Dixon        | Sam Hornish junior | Dario Franchitti   | Hélio Castroneves | Dario Franchitti  |
| 11  | 15. Juli     | Firestone Indy 200 (Nashville) (O)                       | 260              | Scott Dixon        | Dario Franchitti   | Danica Patrick     | Scott Dixon       | Dan Wheldon       |
| 12  | 22. Juli     | Honda 200 at Mid-Ohio (Lexington) (P)                    | 191,93           | Scott Dixon        | Dario Franchitti   | Hélio Castroneves  | Hélio Castroneves | Dario Franchitti  |
| 13  | 5. August    | Firestone Indy 400 (Brooklyn) (O)                        | 400              | Tony Kanaan        | Marco Andretti     | Scott Sharp        | Dario Franchitti  | Danica Patrick    |
| 14  | 11. August   | Meijer Indy 300 (Sparta) (O)                             | 296              | Tony Kanaan        | Scott Dixon        | A. J. Foyt IV      | Tony Kanaan       | Dan Wheldon       |
| 15  | 26. August   | Motorola Indy 300 (Sonoma) (P)                           | 184              | Scott Dixon        | Hélio Castroneves  | Dario Franchitti   | Dario Franchitti  | Tony Kanaan       |
| 16  | 2. September | Detroit Indy Grand Prix (Detroit) (T)                    | 184,23           | Tony Kanaan        | Danica Patrick     | Dan Wheldon        | Hélio Castroneves | Dario Franchitti  |
| 17  | 9. September | PEAK Antifreeze Indy 300 (Joliet) (O)                    | 304              | Dario Franchitti   | Scott Dixon        | Sam Hornish junior | Dario Franchitti  | Hideki Mutoh      |

- Erklärung: O: Ovalkurs, T: temporäre Rennstrecke (Stadtkurs), P: permanente Rennstrecke

## Fahrerwertung
| Platz | Fahrer             | Team                           | HOM | STP | MOT | KAN | IND | MIL | TEX | IOW | RIC | WAT | NAS | MID | MIC | KEN | SON | DET | CHI | Punkte |
| ----- | ------------------ | ------------------------------ | --- | --- | --- | --- | --- | --- | --- | --- | --- | --- | --- | --- | --- | --- | --- | --- | --- | ------ |
| 1     | Dario Franchitti   | Andretti Green Racing          | 26  | 30  | 35  | 40  | 50  | 40  | 32  | 53  | 53  | 35  | 40  | 40  | 20  | 24  | 38  | 31  | 50  | 637    |
| 2     | Scott Dixon        | Chip Ganassi Racing            | 40  | 40  | 32  | 32  | 40  | 32  | 18  | 20  | 40  | 53  | 53  | 50  | 20  | 40  | 50  | 24  | 40  | 624    |
| 3     | Tony Kanaan        | Andretti Green Racing          | 30  | 35  | 50  | 15  | 21  | 50  | 40  | 14  | 32  | 32  | 12  | 32  | 50  | 53  | 32  | 50  | 28  | 576    |
| 4     | Dan Wheldon        | Chip Ganassi Racing            | 53  | 22  | 43  | 53  | 12  | 35  | 15  | 19  | 35  | 26  | 24  | 20  | 18  | 13  | 26  | 35  | 17  | 466    |
| 5     | Sam Hornish junior | Penske Racing                  | 35  | 26  | 30  | 28  | 32  | 22  | 53  | 16  | 15  | 40  | 32  | 16  | 22  | 12  | 30  | 18  | 38  | 465    |
| 6     | Hélio Castroneves  | Penske Racing                  | 22  | 53  | 26  | 35  | 35  | 17  | 14  | 24  | 19  | 12  | 28  | 38  | 13  | 22  | 40  | 16  | 32  | 446    |
| 7     | Danica Patrick     | Andretti Green Racing          | 16  | 24  | 19  | 26  | 24  | 24  | 35  | 17  | 28  | 19  | 35  | 30  | 26  | 14  | 28  | 40  | 19  | 424    |
| 8     | Scott Sharp        | Rahal Letterman Racing         | 18  | 19  | 28  | 17  | 28  | 28  | 26  | 35  | 24  | 16  | 26  | 19  | 35  | 28  | 16  | 19  | 30  | 412    |
| 9     | Buddy Rice         | Dreyer & Reinbold Racing       | 20  | 20  | 20  | 12  | 10  | 12  | 24  | 32  | 30  | 28  | 13  | 24  | 30  | 18  | 19  | 26  | 22  | 360    |
| 10    | Tomas Scheckter    | Vision Racing                  | 24  | 28  | 22  | 30  | 26  | 13  | 16  | 12  | 26  | 17  | 19  | 22  | 19  | 30  | 24  | 17  | 12  | 357    |
| 11    | Marco Andretti     | Andretti Green Racing          | 12  | 32  | 14  | 12  | 12  | 15  | 12  | 40  | 18  | 30  | 30  | 12  | 40  | 32  | 14  | 13  | 12  | 350    |
| 12    | Vitor Meira        | Panther Racing                 | 32  | 14  | 13  | 24  | 20  | 30  | 30  | 22  | 22  | 13  | 20  | 13  | 12  | 20  | 22  | 15  | 12  | 334    |
| 13    | Darren Manning     | A. J. Foyt Racing              | 17  | 18  | 18  | 19  | 12  | 19  | 17  | 30  | 16  | 22  | 22  | 28  | 15  | 17  | 18  | 32  | 12  | 332    |
| 14    | A. J. Foyt IV      | Vision Racing                  | 12  | 17  | 17  | 22  | 16  | 17  | 13  | 18  | 17  | 15  | 18  | 17  | 24  | 35  | 15  | 22  | 20  | 315    |
| 15    | Ed Carpenter       | Vision Racing                  | 28  | 12  | 15  | 13  | 13  | 26  | 12  | 28  | 20  | 18  | 17  | 14  | 16  | 26  | 17  | 20  | 14  | 309    |
| 16    | Kosuke Matsuura    | Panther Racing                 | 14  | 13  | 12  | 12  | 14  | 18  | 22  | 15  | 13  | 24  | 14  | 18  | 32  | 19  | 20  | 30  | 13  | 303    |
| 17    | Sarah Fisher       | Dreyer & Reinbold Racing       | 19  | 15  | 16  | 18  | 12  | 16  | 20  | 26  | 14  | 14  | 15  | 15  | 14  | 16  | 13  | 14  | 18  | 275    |
| 18    | Jeff Simmons       | Rahal Letterman Racing         | 13  | 16  | 24  | 20  | 19  | 20  | 28  | 13  | 12  | 20  | 16  | –   | –   | –   | –   | –   | –   | 201    |
| 19    | Ryan Hunter-Reay   | Rahal Letterman Racing         | –   | –   | –   | –   | –   | –   | –   | –   | –   | –   | –   | 26  | 28  | 15  | 12  | 12  | 26  | 119    |
| 20    | Milka Duno         | SAMAX Motorsport               | –   | –   | –   | 16  | 10  | –   | 19  | 12  | 12  | –   | –   | –   | 12  | –   | –   | –   | 15  | 96     |
| 21    | Marty Roth         | Roth Racing                    | 15  | –   | –   | 12  | 10  | –   | –   | –   | –   | –   | –   | –   | –   | –   | –   | –   | 16  | 53     |
| 22    | Alex Barron        | Beck Motorsports               | 12  | –   | –   | 14  | 15  | –   | –   | –   | –   | –   | –   | –   | –   | –   | –   | –   | –   | 41     |
| 23    | Jon Herb           | Racing Professionals           | –   | –   | –   | –   | 10  | –   | 12  | –   | –   | –   | –   | –   | 12  | –   | –   | –   | –   | 34     |
| 24    | Ryan Briscoe       | Luczo Dragon Racing            | –   | –   | –   | –   | 30  | –   | –   | –   | –   | –   | –   | –   | –   | –   | –   | –   | –   | 30     |
| 25    | Hideki Mutoh       | Panther Racing                 | –   | –   | –   | –   | –   | –   | –   | –   | –   | –   | –   | –   | –   | –   | –   | –   | 24  | 24     |
| 26    | Davey Hamilton     | Vision Racing                  | –   | –   | –   | –   | 22  | –   | –   | –   | –   | –   | –   | –   | –   | –   | –   | –   | –   | 22     |
| 27    | Michael Andretti   | Andretti Green Racing          | –   | –   | –   | –   | 17  | –   | –   | –   | –   | –   | –   | –   | –   | –   | –   | –   | –   | 17     |
| 28    | P. J. Chesson      | Roth Racing                    | –   | –   | –   | –   | –   | –   | –   | –   | –   | –   | –   | –   | –   | –   | –   | –   | 12  | 12     |
| 29    | Buddy Lazier       | Sam Schmidt Motorsports        | –   | –   | –   | –   | 12  | –   | –   | –   | –   | –   | –   | –   | –   | –   | –   | –   | –   | 12     |
| 30    | Roger Yasukawa     | Dreyer & Reinbold Racing       | –   | –   | –   | –   | 12  | –   | –   | –   | –   | –   | –   | –   | –   | –   | –   | –   | –   | 12     |
| 31    | Richie Hearn       | Hemelgarn/Racing Professionals | –   | –   | –   | –   | 12  | –   | –   | –   | –   | –   | –   | –   | –   | –   | –   | –   | –   | 12     |
| 32    | Al Unser Jr.       | A. J. Foyt Racing              | –   | –   | –   | –   | 10  | –   | –   | –   | –   | –   | –   | –   | –   | –   | –   | –   | –   | 10     |
| 33    | Jaques Lazier      | Playa Del Racing               | –   | –   | –   | –   | 10  | –   | –   | –   | –   | –   | –   | –   | –   | –   | –   | –   | –   | 10     |
| 34    | Phil Giebler       | Playa Del Racing               | –   | –   | –   | –   | 10  | –   | –   | –   | –   | –   | –   | –   | –   | –   | –   | –   | –   | 10     |
| 35    | John Andretti      | Panther Racing                 | –   | –   | –   | –   | 10  | –   | –   | –   | –   | –   | –   | –   | –   | –   | –   | –   | –   | 10     |
| 36    | Roberto Moreno     | Chastain Motorsports           | –   | –   | –   | –   | 10  | –   | –   | –   | –   | –   | –   | –   | –   | –   | –   | –   | –   | 10     |

## Unfälle
Für besonders viele Schlagzeilen sorgte die überdurchschnittliche Anzahl an Überschlägen während der Rennen. Marco Andretti erwischte es auf dem Indianapolis Motor Speedway und dem Mid-Ohio Sports Car Course. Dario Franchitti überschlug sich auf dem Michigan International Speedway und dem Kentucky Speedway. In allen Fällen entstiegen die Fahrer aber unverletzt ihren Wagen.